# Celiptera levina
Celiptera levina là một loài bướm đêm trong họ Erebidae.

## Hình ảnh

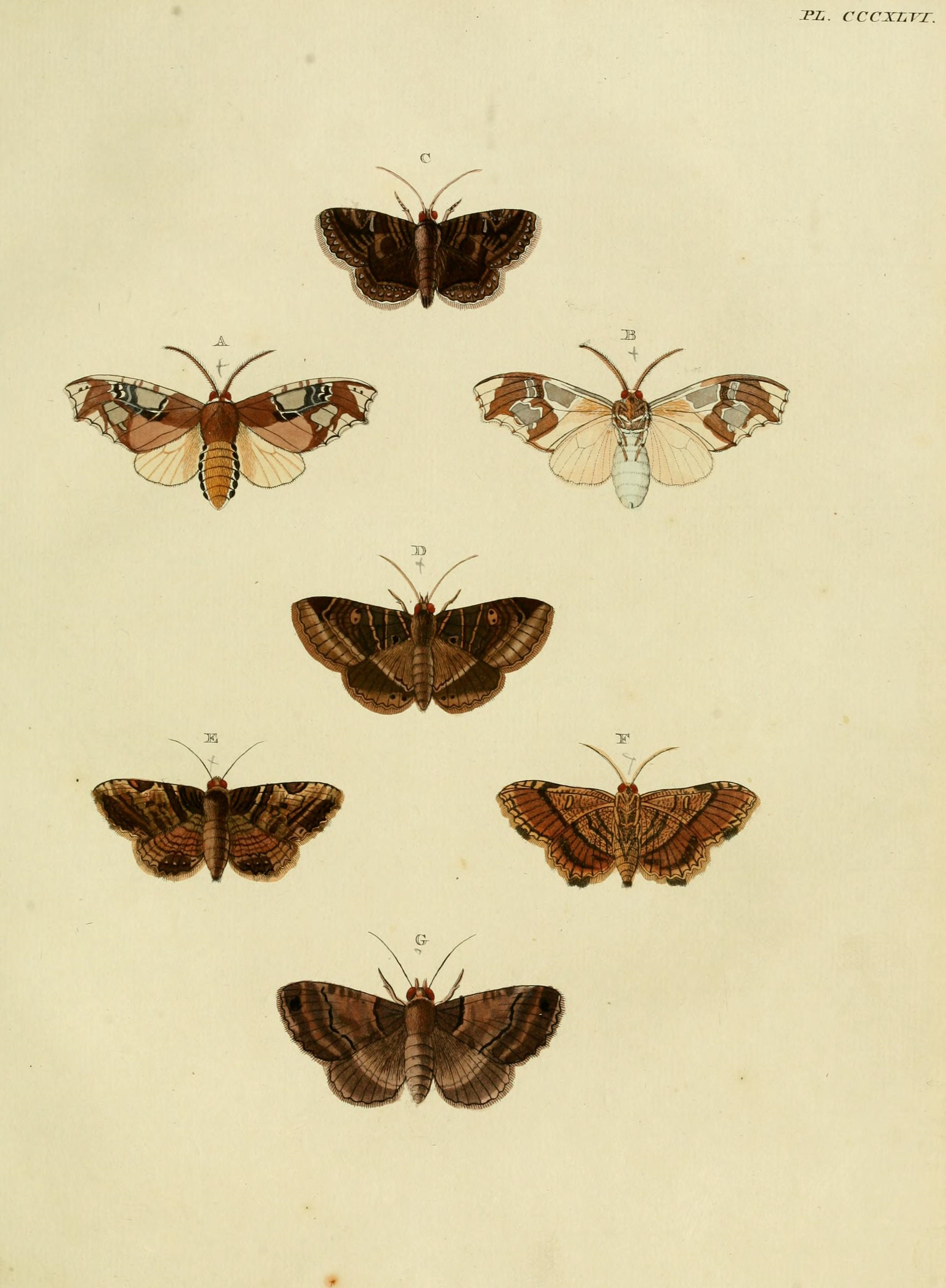